# Stângaci

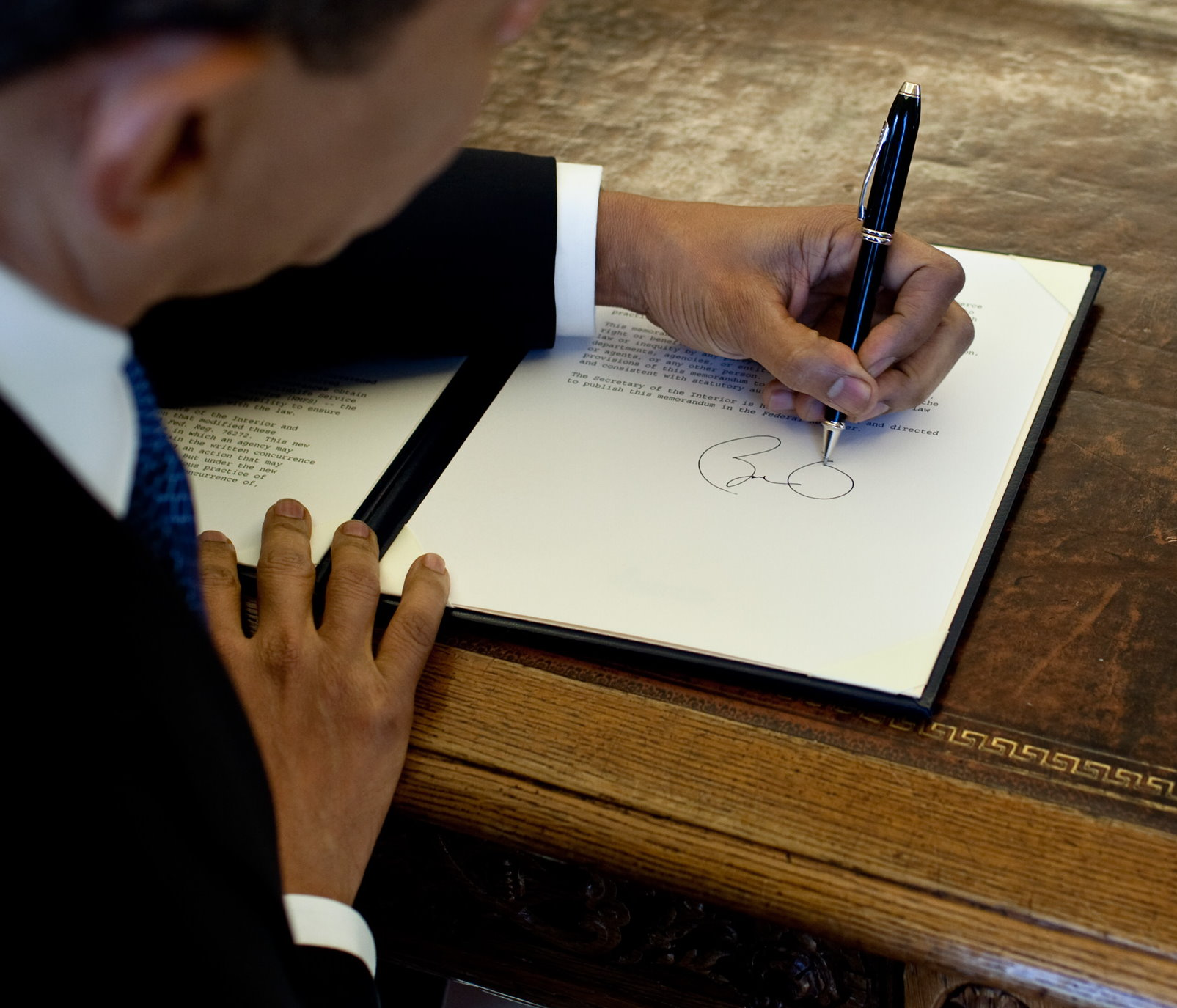
Barack Obama, semnând cu mâna stângă (2009)

Persoanele stângace sunt acele persoane care au tendința naturală de a folosi cu precădere partea stângă a corpului, mână sau picior.

## Demografie
Stângacii există în toate popoarele de pe Pământ. Între 8% și 13% din populația mondială sunt stângaci. Studiile au arătat faptul că există mai mulți stângaci de sex masculin (13%) decât de sex feminin (9%).
Se crede că numărul celor care se nasc cu abilitatea de a folosi cu precădere partea stângă este mult mai mare, se estimează că ar ajunge la jumătate din populația totală dar din cauza presiunii culturale unii dintre ei reușesc să-și dezvolte abilități de a folosi și partea dreapta. 
Pe plan mondial în Asia de Sud, Europa de Est și Asia de Sud-Est sunt cele mai numeroase persoane stângace, iar în Europa Apuseană, Nordică și Africa cele mai puține.
În unele limbi, și în limba română, „stângaci” are și conotația de „nepriceput”, „lipsit de îndemânare”. 
Ziua Internațională a Stângacilor se sărbătorește la 13 august.